# Leon Michalski (pilot)

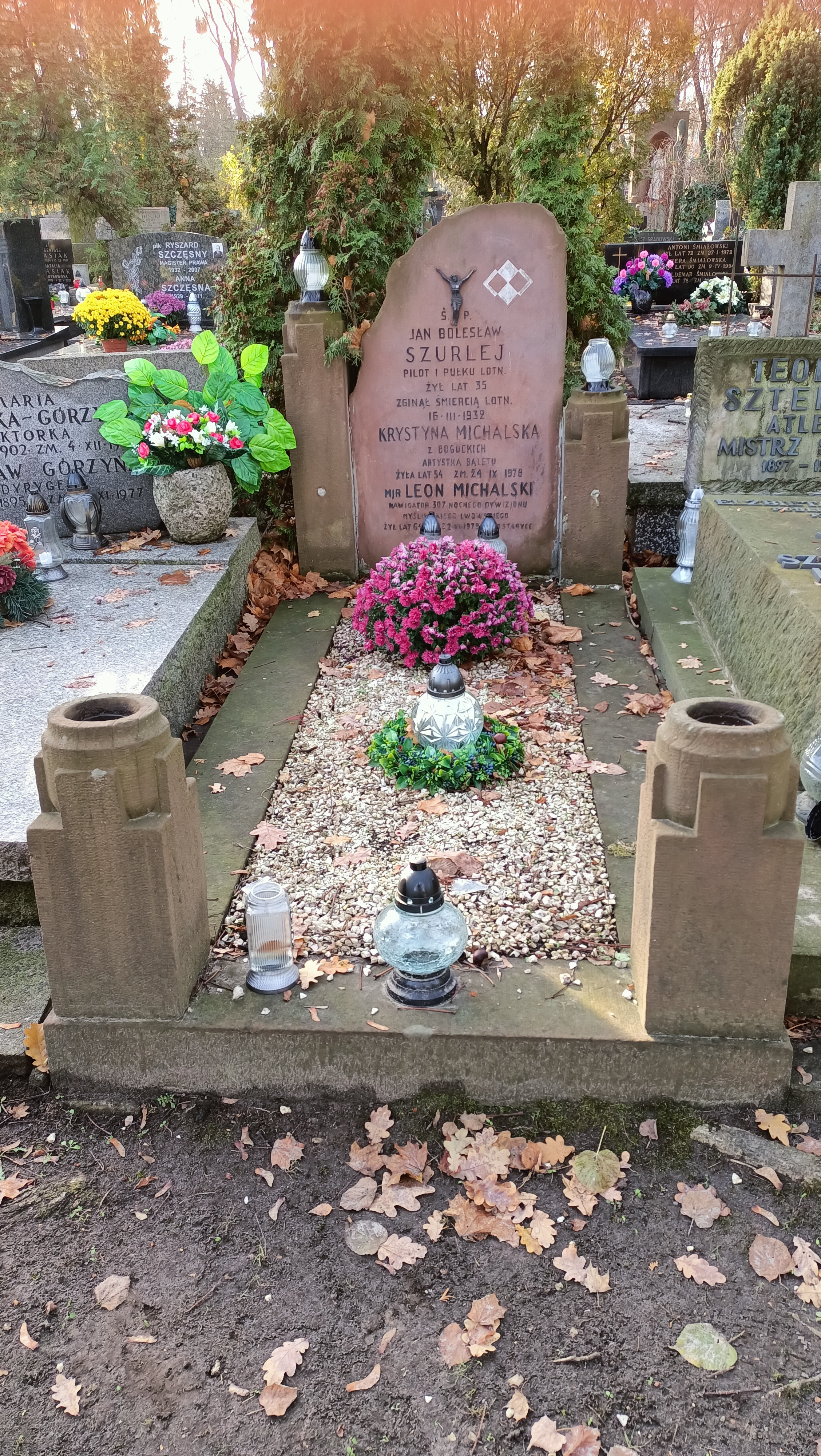
Grób Leona Michalskiego na cmentarzu Wojskowym na Powązkach

Leon Michalski (ur. 10 kwietnia 1915 w Strzałkowie, województwo wielkopolskie, zm. 22 czerwca 1979 w Kostaryce) – kapitan radioobserwator Polskich Siłach Powietrznych w Wielkiej Brytanii w czasie II wojny światowej. Po wojnie przedsiębiorca, żyjący najpierw w Argentynie do 1955, a następnie w Kostaryce. Wiceprezes Związku Polaków w Argentynie.

## Życiorys

### W II Rzeczypospolitej
Rodzicami Leona Michalskiego byli Wincent i Stanisława z domu Drwęcka – właściciele sklepu kolonialnego. Po ukończeniu szkoły powszechnej w Strzałkowie podjął naukę w Korpusie Kadetów nr 3 w Rawiczu. Po zdanej maturze zgłosił się do wojska i 1 czerwca 1935 rozpoczął naukę w Szkole Podchorążych Piechoty w Ostrowi Mazowieckiej. 15 października 1937 ukończył ją i otrzymał promocję na stopień podporucznika. Został wcielony do 17 pułku piechoty w Rzeszowie na stanowisko dowódcy plutonu. W 1939 postanowił przenieść się do Lotnictwa Wojskowego. 3 czerwca został przyjęty na aplikacyjny kurs obserwatorów do Centrum Wyszkolenia Lotnictwa nr 1 w Dęblinie. W związku ze zbliżającą się wojną kurs został przerwany, a Michalski 25 sierpnia 1939 przeniesiony do Krakowa, gdzie powierzono mu stanowisko dowódcy plutonu wartowniczego Bazy Lotniczej nr 2 (powstałej z zaplecza 2 pułku lotniczego).

### Droga do Francji
Po wybuchu wojny z bazą ewakuował się koleją na wschód. W przeciwieństwie do większości lotników nie udało mu się ewakuować do Rumunii, 22 września w nieznanych okolicznościach został wzięty do niewoli przez Armię Czerwoną. Po dwóch dniach udało mu się uciec z wagonu wiozącego polskich oficerów na wschód. 16 października 1939 przekroczył granicę Węgier. 4 listopada dotarł do Budapesztu, w polskiej placówce dyplomatycznej uzyskał pomoc w postaci niezbędnych dokumentów, po czym wyjechał przez Jugosławię i Włochy do Francji. Następnego dnia został skierowany do polskiej bazy w Lyonie i pozostał tam w oczekiwaniu na dalsze szkolenie aż do uderzenia Niemiec na Europę Zachodnią w maju 1940. W czerwcu 1940 został skierowany na kurs obserwatorów do Dinard, a po upadku Francji ewakuował się do Wielkiej Brytanii.

### Służba w Wielkiej Brytanii
Po przybyciu do Anglii 3 sierpnia 1940 został skierowany do Blackpool. W październiku 1940 został skierowany na stację w Bramcote, a w listopadzie – Hucknall. 8 lutego 1941 trafił do szkoły nawigatorów 6 AONS w Staverton. Po ukończeniu kursu 5 maja 1941, już z odznaką lotnika na piersi, powrócił do Blackpool, skąd po dwóch tygodniach przeniesiono go do jednostki treningu operacyjnego 54 OTU w Church Fenton na szkolenie w zakresie obsługi radaru. Po jego ukończeniu 9 czerwca 1941 przydzielony został do nocnego 85 dywizjonu RAF w Hunsdon na północ od Londynu. W jednostce tej latał jako radiooperator na ciężkich myśliwcach typu Havoc I z trzyosobową załogą. 23 lipca 1941 został przeniesiony do 1454 eskadry myśliwskiej RAF w Colerne (potem w Charmy Down). We wrześniu 1942 eskadrę rozbudowano do poziomu dywizjonu i przenumerowano na dywizjon 533. W jednostce tej Michalski spotkał innego Polaka, por. pil. Ryszarda Zwolińskiego, z którym prawdopodobnie latał w załodze.
W drugiej połowie października 1942 Michalski ze Zwolińskim zostali przeniesieni do polskiego 307 dywizjon myśliwskiego nocnego „Lwowskich Puchaczy” w Exeter, wyposażonego w dwusilnikowe Beaufighter VI. Latając razem w załodze brali udział w nocnych lotach bojowych i operacyjnych z zadaniem przechwytywania wrogich bombowców. Na przełomie lat 1942 i 1943 dywizjon począł przezbrajać się na nowocześniejsze Mosquito II. Od maja 1943 dywizjon – w tym Michalski – wykonywał zadania bojowe nad Francją, a od sierpnia – nad Zatoką Biskajską. W listopadzie dywizjon przerzucono na szkockie lotnisko Drem, skąd załogi zwalczały samoloty Luftwaffe startujące z Norwegii.
19 stycznia 1944 Michalski i Zwoliński wraz z trzema innymi Mosquito wystartowali z zadaniem ataku na bazę Luftwaffe w Stavanger. W drodze do celu udało im się zestrzelić do morza Junkersa Ju W 34. Atak na zakotwiczone w fiordzie latające łodzie Bv 138 także zakończył się pomyślnie – lotnikom przyznano prawdopodobne zniszczenie; inna załoga (st. sierż. pil. Jan Wisthal i st. sierż. robs. Jan Woźny) zniszczyła na pewno i prawdopodobnie po jednym Bv 138. U „Lwowskich Puchaczy” Michalski służył do końca marca 1944, wykonując łącznie (i bez zwyczajowej przerwy operacyjnej) dwie tury lotów bojowych. Zazwyczaj latał ze Zwolińskim lub ppor. pil. Janem Pacholczykiem. Pojedyncze zadania wykonywał też z innymi pilotami – m.in. z mjr. Jerzym Orzechowskim.
2 kwietnia 1944 Michalski rozpoczął studia na Wyższej Szkole Lotniczej w Weston-Super-Mare. Po ich ukończeniu 28 listopada 1944 dostał przydział jako oficer sztabowy do Wydziału Studiów, a następnie Wydziału Planowania i Wydziału Demobilizacyjnego Dowództwa Sił Powietrznych. W sierpniu 1946 zgłosił się na wyjazd do Argentyny. W październiku tego roku został zdemobilizowany z Polskich Sił Powietrznych w polskim stopniu kapitana i brytyjskim stopniu Flight Lieutenanta.

### Po II wojnie światowej
Za oceanem Michalski osiedlił się w Buenos Aires i zajął się prowadzeniem prywatnej firmy transportowej. Został wybrany wiceprezesem Związku Polaków w Argentynie. Po rewolcie wojskowej w 1955 stracił swój majątek i wyemigrował do Kostaryki. Tam również rozpoczął własną działalność, otwierając wytwórnię wyrobów z tworzyw sztucznych (artykuły gospodarstwa domowego, zabawki). Kilkakrotnie odwiedzał Polskę, w końcu postanowił powrócić na stałe. Tuż przed planowanym powrotem w 1978 podczas wizyty w Warszawie zmarła jego żona. On sam poleciał do Kostaryki pozałatwiać wszystkie sprawy. Niespodziewanie zmarł tam na atak serca 22 czerwca 1979 w wieku 64 lat. Leon Michalski został pochowany na Cmentarzu Wojskowym na Powązkach w Warszawie (kwatera B17-1-21). Był żonaty z Krystyną z domu Bogucką, artystką baletu.

## Zestrzelenia
Na liście „Bajana” nie został skwalifikowany – był obserwatorem. Samolot pilotował Ryszard Zwoliński i to jemu zaliczono zniszczenie 1 samolotu pewnie i 1 prawdopodobnie – zajął na liście 228 pozycję.
- noc z 19 na 20 stycznia 1944 – Ju W.34 pewne zestrzelenie i Bv 138 prawdopodobne (Mosquito II EW-S nr DD788 pilotował Ryszard Zwoliński)

## Odznaczenia
- Krzyż Walecznych
- Medal Lotniczy – trzykrotnie
- Polowy Znak Radioobserwatora (nr 34)